# Бонаркадо
Бонаркадо (итал. Bonarcado) — коммуна в Италии, располагается в регионе Сардиния, подчиняется административному центру Ористано.
Население составляет 1702 человека, плотность населения составляет 59,64 чел./км². Занимает площадь 28,54 км². Почтовый индекс — 9070. Телефонный код — 0783.
Покровителем населённого пункта считается святой Ромуальд. Праздник ежегодно празднуется 7 февраля.